# クレードン・ホール
クレードン・ホール（英: Cleddon Hall）は、ウェールズのモンマスシャー州 トレレシュにある19世紀にヴィクトリア様式で建てられたカントリー・ハウスであり、以前は「レイヴンズクロフト（Ravenscroft）」として知られていた。19世紀後半、ここはアンバーレイ子爵とアンバーレイ子爵夫人の所有であり、末息子で哲学者のバートランド・ラッセルが1872年5月18日に生を受けたホールでもある。

## 歴史と説明
クレードン・ホールはトレレシュ村とルランドーゴ村沿いのワイ・バレー・ロードとの間のモンマスの北6マイル (9.7 km)に位置するワイ・バレーにある。1870年、のちに「レイヴンズクロフト（Ravenscroft）」としてその名が知られるようになるこのホールは、アンバーレイ子爵ジョン・ラッセルとその妻であるキャサリンが購入した。2度に渡って英国首相を務めた長男の初代ラッセル伯爵ジョン・ラッセルとエディスバリー卿の娘である彼の妻はとても型破りな人物であった。古物研究家で系図学者のジョセフ・ブラッドニーは著書である『ノルマン人のウェールズ入国から現在に至るまでのモンマスシャー州の歴史』の中で2人について「定住した場所にいる愚かな人間との間にある人生観とは奇妙なまでに調和しない考えを有している」と説明している。敬虔な無神論者かつ女性の権利と妊娠中絶支持者であった2人は子供達の家庭教師であるダグラス・スポルディングを伴ってこのホールで三人家庭を築いた。1872年5月18日、彼らの息子であるバートランドはクレードン・ホールで生を受けた。3歳になるかならないかのうちに両親を失くしたバートランドはロンドンにいる祖父母とともに暮らすことになった。
夫のアンバーレイ子爵が提案した不動産購入に対して当初は納得しなかったキャサリン・ラッセルだが、その価値を評価すべくクレードン・ホールに赴いた上で「野性味と美しさにすっかり魅了されてしまった」という。1967年に発表されたバートランドの自叙伝によれば、息子はこのホールの孤立した状況を見て「とても淋しいよ」と呟いたという。カドゥはクレードンホールを指定建造物に登録せず、またペヴズナー建築ガイドシリーズの『グウェント州 / モンマスシャー州』編の中で、建築史家のジョン・ニューマンはこの邸宅について言及していない。ウェールズ（コフレイン）国立記念物データベース内のウェールズ王立古代歴史記念物委員会ではこの邸宅を登録している。なお、クレードン・ホールは今も個人所有の家として残されている。